# Libnotes rarissima
Libnotes rarissima är en tvåvingeart som först beskrevs av Alexander 1934.  Libnotes rarissima ingår i släktet Libnotes och familjen småharkrankar. Inga underarter finns listade i Catalogue of Life.